# Grâce Zaadi
Grâce Zaadi Deuna (7 de juliol de 1993) és una jugadora d'handbol francesa del CSM București i de la selecció nacional francesa.
Va representar França al Campionat Mundial Femení d'Handbol 2013 i als Jocs Olímpics de 2016.

## Premis individuals
- 2018: Millor constructora de joc del Championnat de France